# Holomelina belfragei
Holomelina belfragei là một loài bướm đêm thuộc phân họ Arctiinae, họ Erebidae.